# Vladimír Remek
Vladimír Remek (26 de septiembre de 1948) es el primer cosmonauta checo en el espacio y el primer cosmonauta de un país distinto a la Unión Soviética o los Estados Unidos. A partir de 2004, con la entrada de la República Checa en la Unión Europea, Vladimír Remek está considerado como el primer astronauta de la Unión Europea. Voló a bordo del Soyuz 28, en 1978, durante siete días, 22 horas y 17 minutos. En 2004 fue elegido diputado del Parlamento Europeo.

## Biografía
Vladimír Remek nació en České Budějovice, de madre checa y padre eslovaco. Su padre, Jozef Remek, fue teniente general del Ejército de la República Socialista de Checoslovaquia. En 1970 Vladimír Remek se convirtió en piloto militar. En 1976 finalizó su formación en la Academia Militar de la Fuerza Aérea.
Remek se unió al programa Intercosmos en 1976 y su refuerzo era Oldřich Pelčák. Después del vuelo, el 16 de marzo de 1978, él y Alekséi Gúbarev, otro miembro de la tripulación, fueron galardonados con el título de Héroe de la Unión Soviética.
En 1990 fue nombrado director del Museo Militar de Aviación y Astronáutica en Praga, en 1995 trabajó como representante de ventas para la empresa CZ en Moscú. Desde 2002 trabajó en la embajada checa en Rusia.
Durante las elecciones al Parlamento Europeo de 2004 Remek fue candidato independiente por el Partido Comunista de Bohemia y Moravia (KSČM) y, siendo segundo en la lista, fue elegido para el Parlamento Europeo. Fue elegido de nuevo en las elecciones al Parlamento Europeo de 2009.